# Joop Hekman

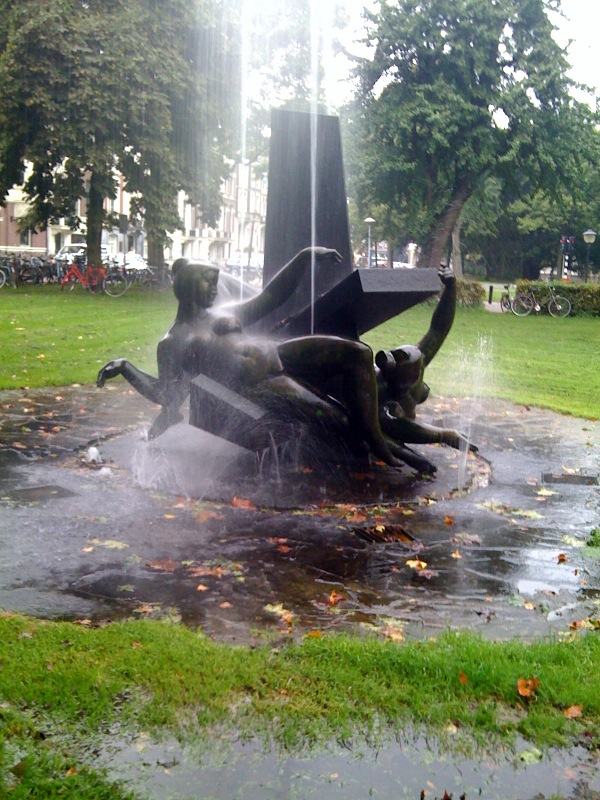
Feest der Muzen op het Lucasbolwerk in Utrecht, geplaatst in 1959

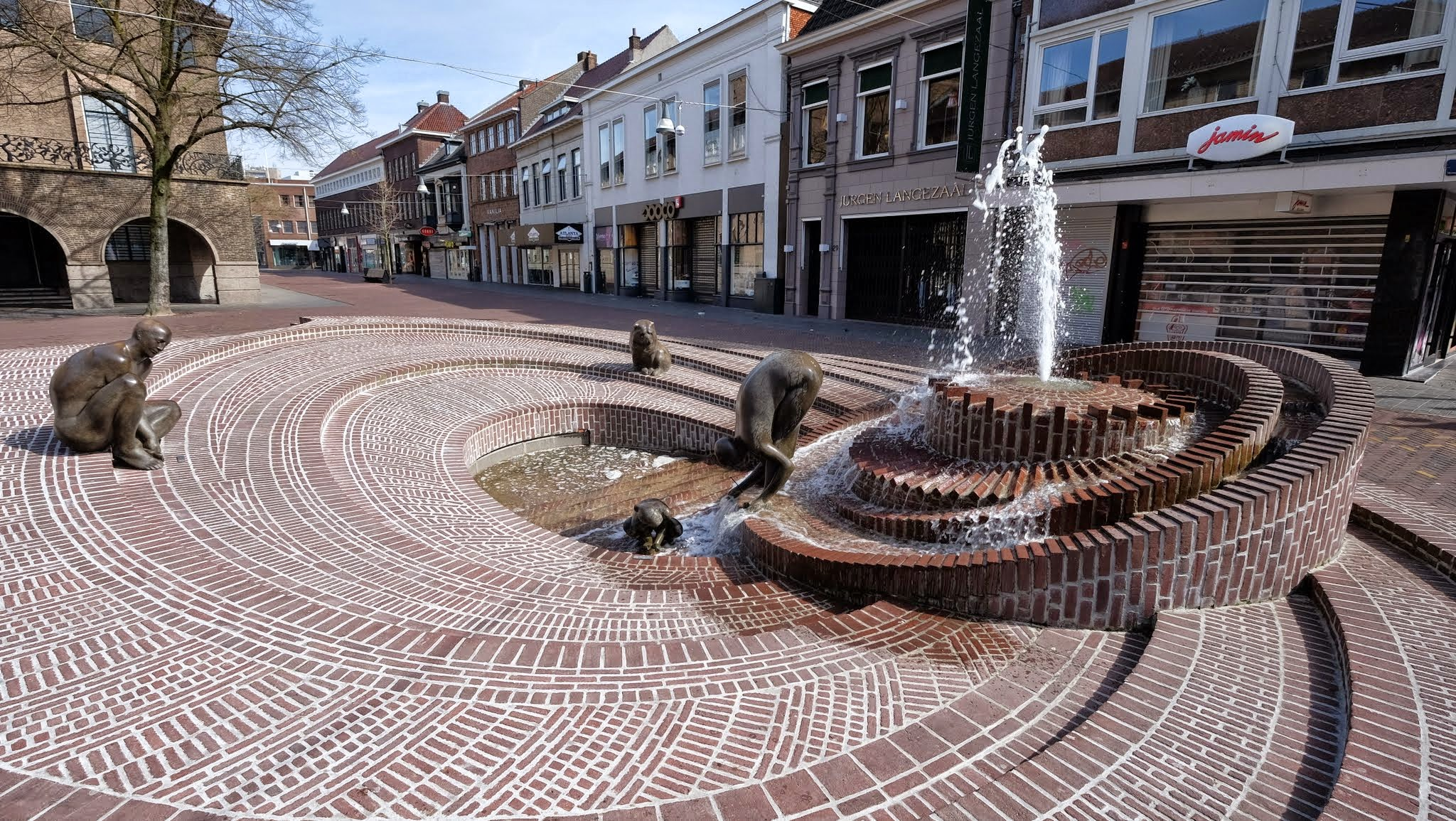
Beeldengroep De familie/Het ei van Ko in Enschede, geplaatst in 1985

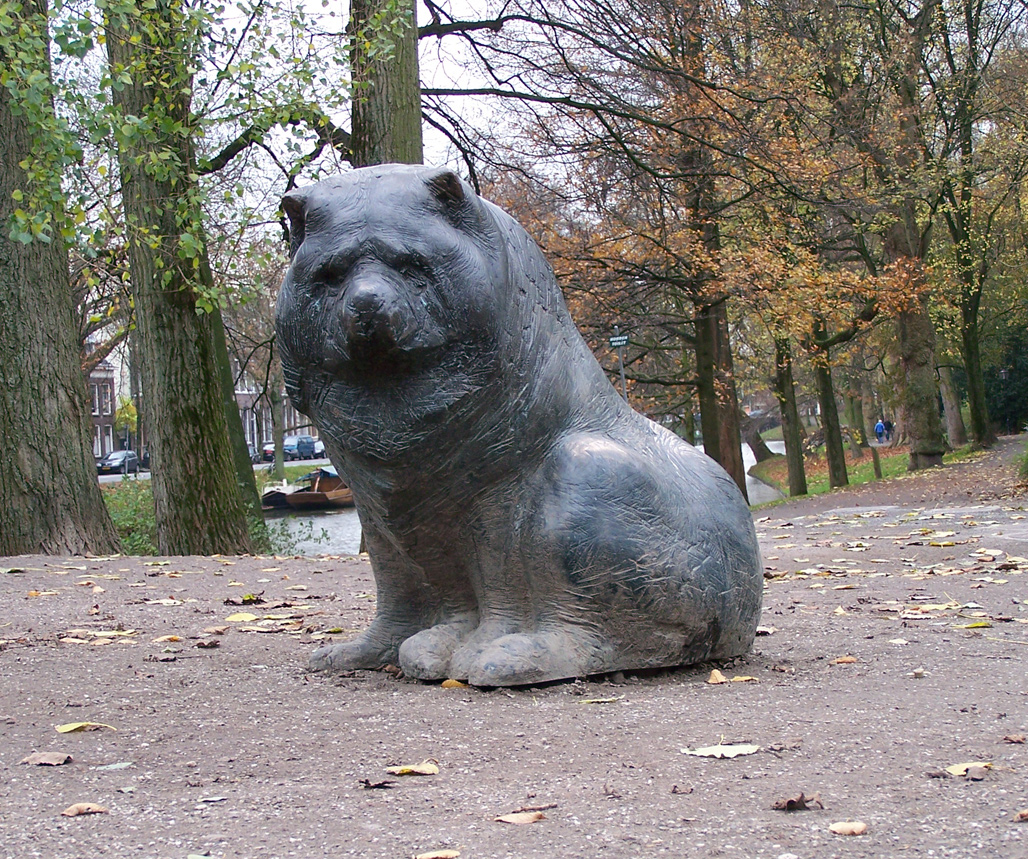
Biru, de Chow Chow van Joop Hekman, in 1997 geplaatst aan het Manenburgplantsoen in Utrecht tegenover zijn woning bij de Abstederbrug. Afgietsel van eenzelfde beeld in Enschede dat deel uitmaakt van het werk De Familie (Het ei van Ko)

Johan Christiaan (Joop) Hekman (Utrecht, 24 maart 1921 – Utrecht, 28 december 2013) was een Nederlandse beeldhouwer en medailleur.

## Leven en werk
Op veertienjarige leeftijd nam hij les bij zijn oom, de beeldhouwer Willem van Kuilenburg en bij de graficus Willem van Leusden en de medailleur Johannes Cornelis Wienecke. Van Kuilenburg raadde hem vervolgens aan om in Arnhem te gaan studeren bij Gijs Jacobs van den Hof, in plaats van aan de Rijksakademie in Amsterdam bij Jan Bronner, wat gebruikelijker was.
Van 1938 tot 1942 was Joop Hekman leerling aan de Academie Kunstoefening in Arnhem. Hier leerde hij beeldhouwen en edelsmederij van onder anderen Jacobs van den Hof en Frans Zwollo jr. Wienecke en Van den Hof beschouwt hij als zijn grootste invloeden.
Via zijn contacten met Gerrit Rietveld, kreeg hij in 1946 de opdracht voor twee beelden die het doek flankeerden van de verbouwde Bioscoop Vreeburg in Utrecht. In diezelfde tijd deed hij mee aan de tentoonstelling van het Genootschap Kunstliefde met een drietal andere jonge beeldhouwers: Loekie Metz, Jan van Luijn en Pieter d'Hont. Met deze laatste drie kunstenaars vervaardigde hij rond 1948 de beelden voor het Jubileummonument op de Smakkelaarsbrug.
In 1951 won hij de opdracht voor het maken van de fontein bij de Stadsschouwburg in Utrecht. Hij verschilde echter van mening met het gemeentebestuur die er graag een waterpartij omheen zag. Hij werd op kosten van de gemeente naar Rome gestuurd om inspiratie op te doen. Wat uiteindelijk in 1959 resulteerde in de fontein mét bescheiden waterpartij onder de noemer Feest der muzen.
Hekman stond bekend om zijn veelzijdigheid en de manier waarop hij zijn beelden in de architectonische context plaatst. Hij maakte o.a. gebruik van brons, zandsteen, baksteen, keramiek en water.
Bekende werken in de openbare ruimte zijn naast de fontein "Feest der muzen", de watersculptuur bekend als "De familie" (benaming van de gemeente) en "Het ei van Ko" (benaming vanuit het publiek) in het centrum van Enschede nabij het stadhuis.
Naast beeldhouwen was hij ook bedreven in het ontwerpen van munten en penningen. Zo maakte hij een bevrijdingspenning en munten voor Suriname en de Nederlandse Antillen.

## Werken in de openbare ruimte
Arnhem:
- Hertog Karel van Gelre

Barendrecht:
- Petrus de visser

Barneveld:
- Herder met schapen en lammetjes - plaatsing in 1979

Breda:
- Fontein met zeemeermin

Bussum:
- geen titel (leraar die samen met kinderen in een boek kijkt) - Bij het Willem de Zwijgercollege aan de 's Gravelandseweg

Deventer:
- geen titel (wandreliëf) - St. Geertruidenziekenhuis

Doorn:
- Haan - plaatsing 1960 aan de Dorpsstraat.

Eindhoven:
- De Textiel, De Tabak, Het Licht, Het Geluid, De Handel, Het Verkeer, Het Jonge Bloeiende Eindhoven, Het Moderne Industriële Eindhoven - plaatsing tussen 1950-1953 aan de Vestdijktunnel. Verwijderd in 1991. In 1997 en 1998 werden zes polyester replica's teruggeplaatst. Behalve "Het Moderne Industriële Eindhoven" en "Het Licht". De originelen staan in het Nederlands Spoorwegmuseum.[2]

Emmeloord:
- Haan - plaatsing 1976 bij basisschool De Lichtboei, verplaatst naar het Lemstervaart

Enschede:
- geen titel ("Het ei van Ko/De Familie") - plaatsing 1985 nabij het stadhuis

Gouda:
- Watervogels - plaatsing 1958, reliëf op drie scholen, Van Bergen IJzendoornpark/Winterdijk (gedeeltelijk verdwenen)

Harmelen:
- Speelhaan - plaatsing 1964

Hilversum:
- Vrouw met Kind - plaatsing 1962 op de hoek Kamerlingh Onnesweg/Lorentzweg

Houten:
- Zeemeermin - plaatsing 1969

Leeuwarden:
- geen titel ("moeder met kind") - Princessehof

Papendrecht
- Visser van mensen - plaatsing 1977

Utrecht (stad):
- geen titel ("Familiegroep" of "Gezin") - plaatsing 1981 nabij het Servaasbolwerk
- geen titel - drie reliëfs, plaatsing 1983 in de Uithof in het Marinus Ruppertgebouw (voorheen: Transitorium I)
- geen titel - plaatsing 1984 aan de Trans 10
- geen titel ("vrouw met kind") - In het UMC Utrecht
- Admiraal Helfrich - plaatsing 1969 aan de Adm. Helfrichlaan
- Biru (zie foto) - plaatsing 1997 nabij de Abstederbrug
- Beer - plaatsing 1961 op de hoek Peltlaan/Eisenhowerlaan
- Mr. P. J. Troelstra - plaatsing 1955 aan de Troelstralaan, in 2008 verplaatst naar de Goeman Borgesiuslaan.
- Feest der muzen - plaatsing 1959 nabij de Stadsschouwburg
- Zittende oude vrouw - gemaakt in 1969, plaatsing 2005 in het Julianapark
- Badende vrouw (wandreliëf) - 1952 Boerhaavelaan/Thorbeckelaan
- reliëfs van spelende kinderen - ±1950 Laan van Engelswier/Burgjeslaan

Wijk bij Duurstede:
- Oma met kind - plaatsing 1976 nabij bejaardencentrum

Zeist:
- geen titel (wandreliëf) - plaatsing 1975

Zwolle:
- geen titel (wandreliëfs) - Aan de buitenkant en de foyer van het Sophia ziekenhuis

## Fotogalerij

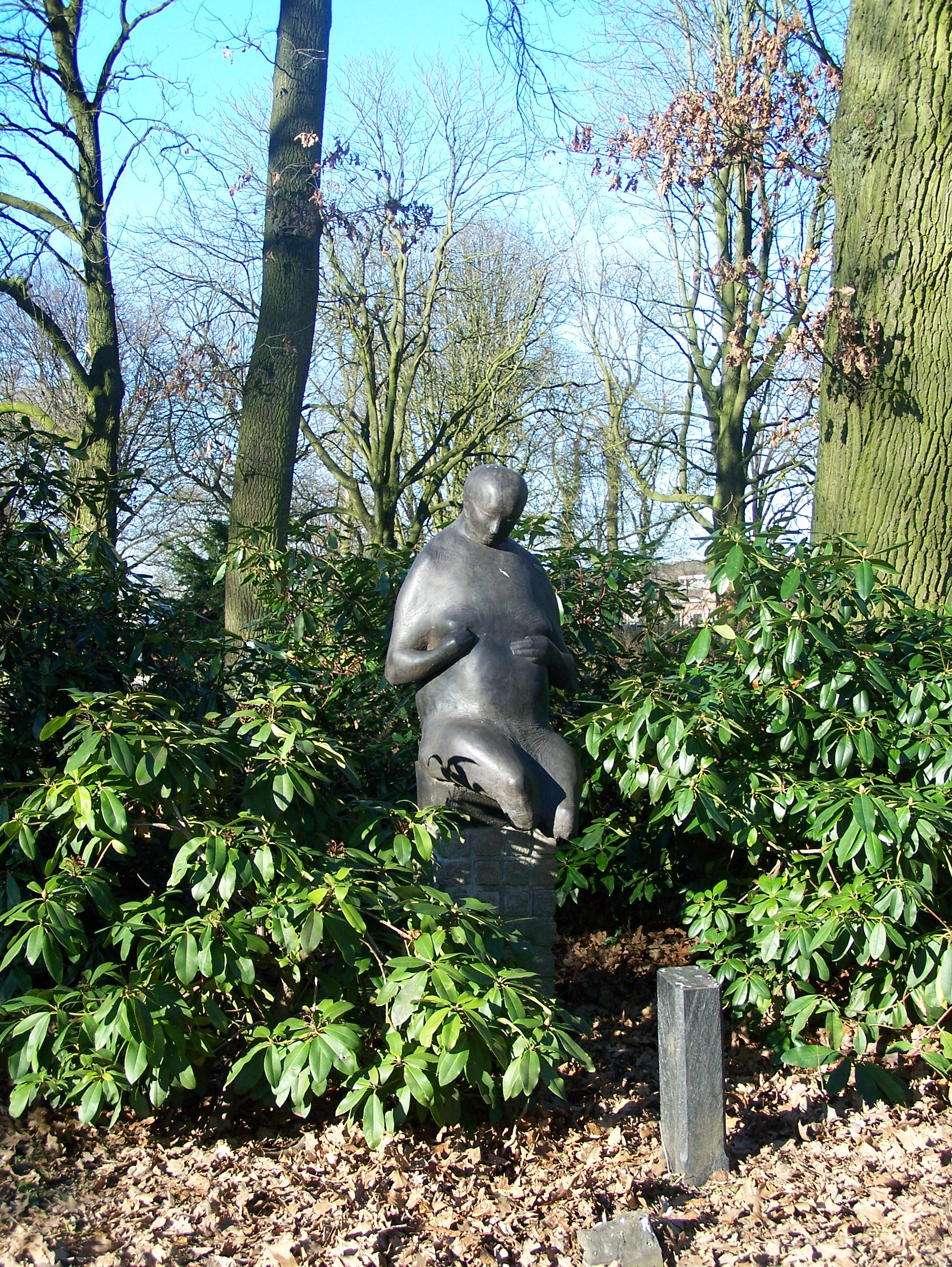
Zittende Oude Vrouw in Utrecht
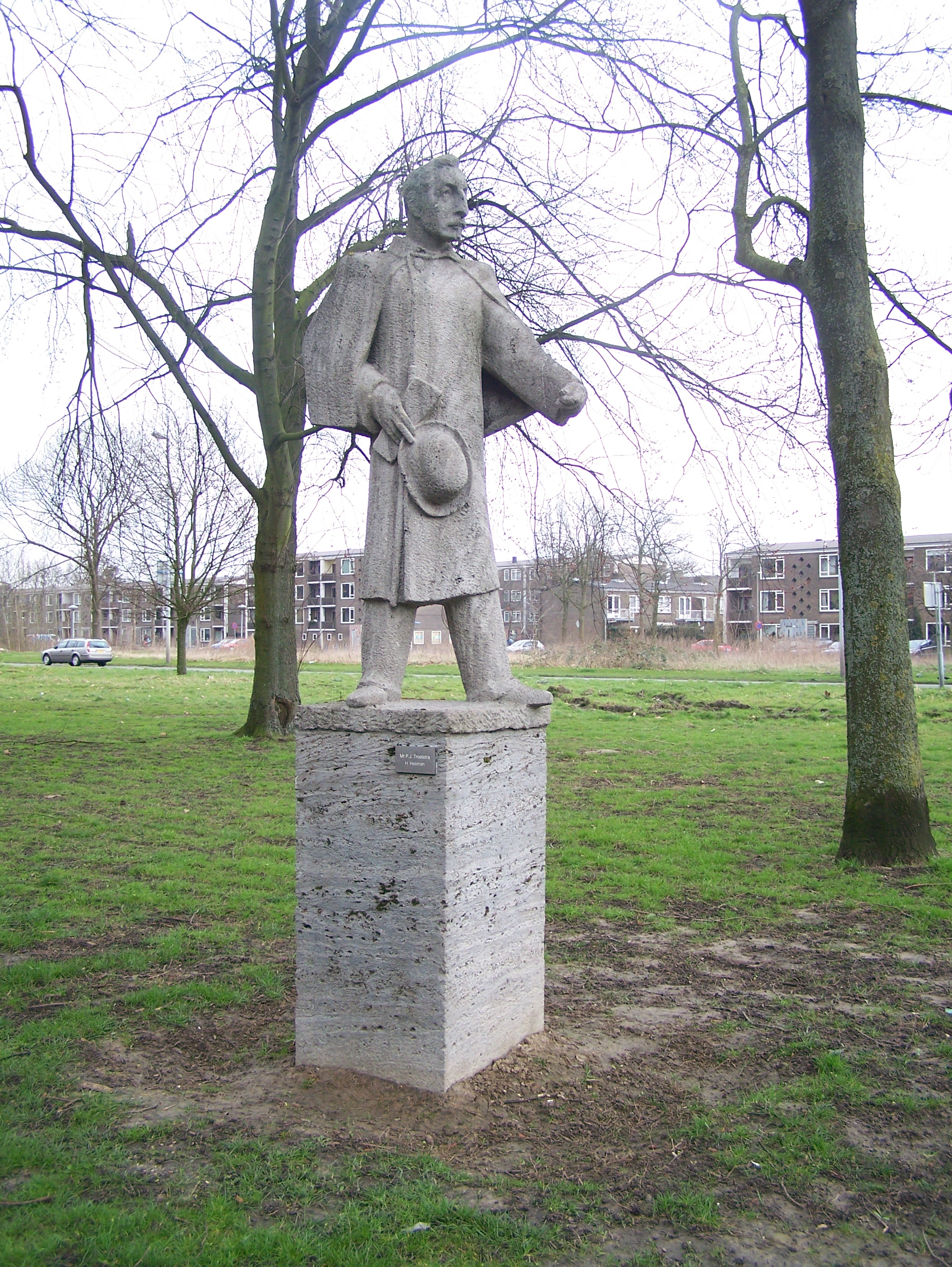
Pieter Jelles Troelstra in Utrecht
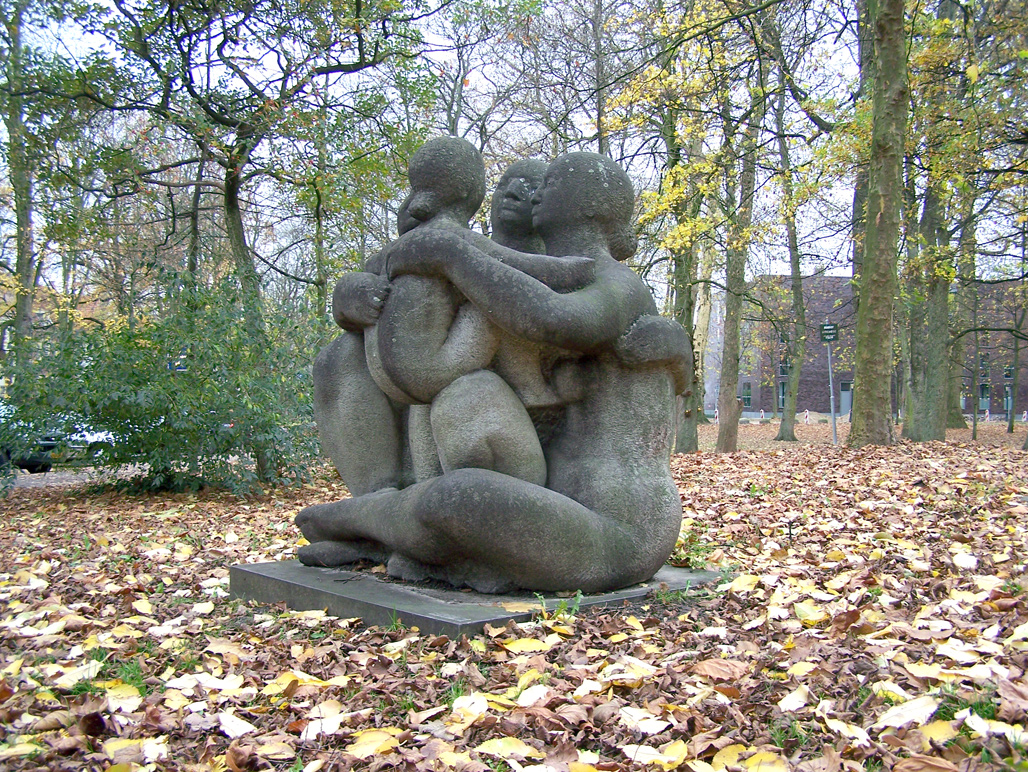
Familiegroep of Gezin, in 1981 geplaatst nabij het Servaasbolwerk in Utrecht
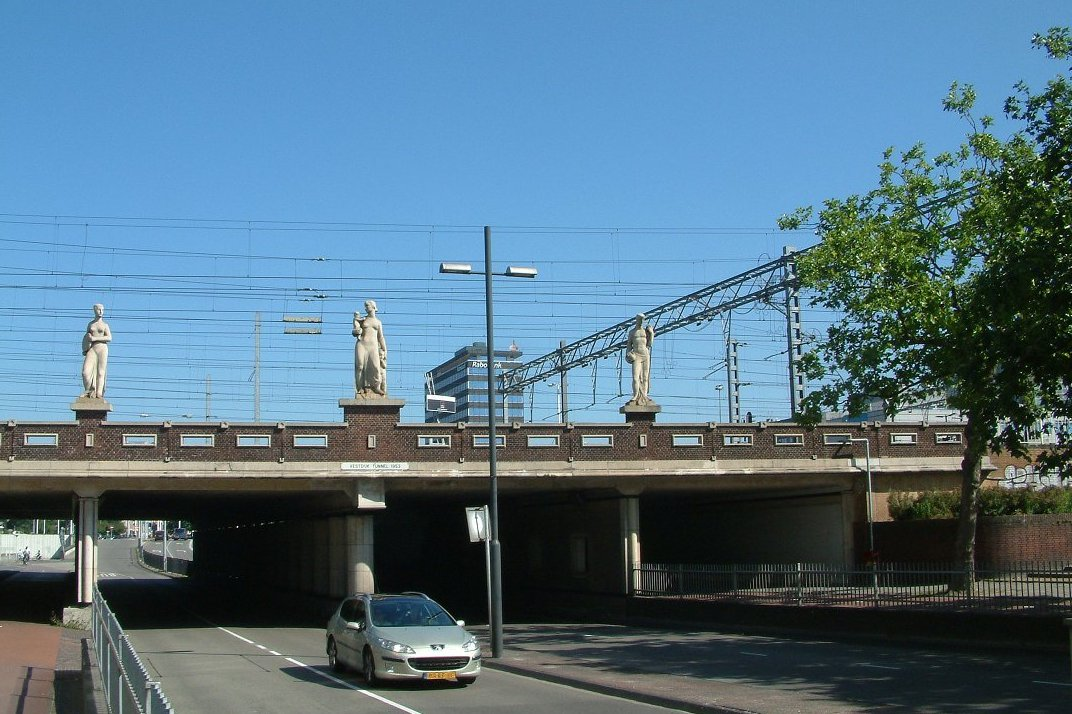
De Vestdijktunnel in Eindhoven
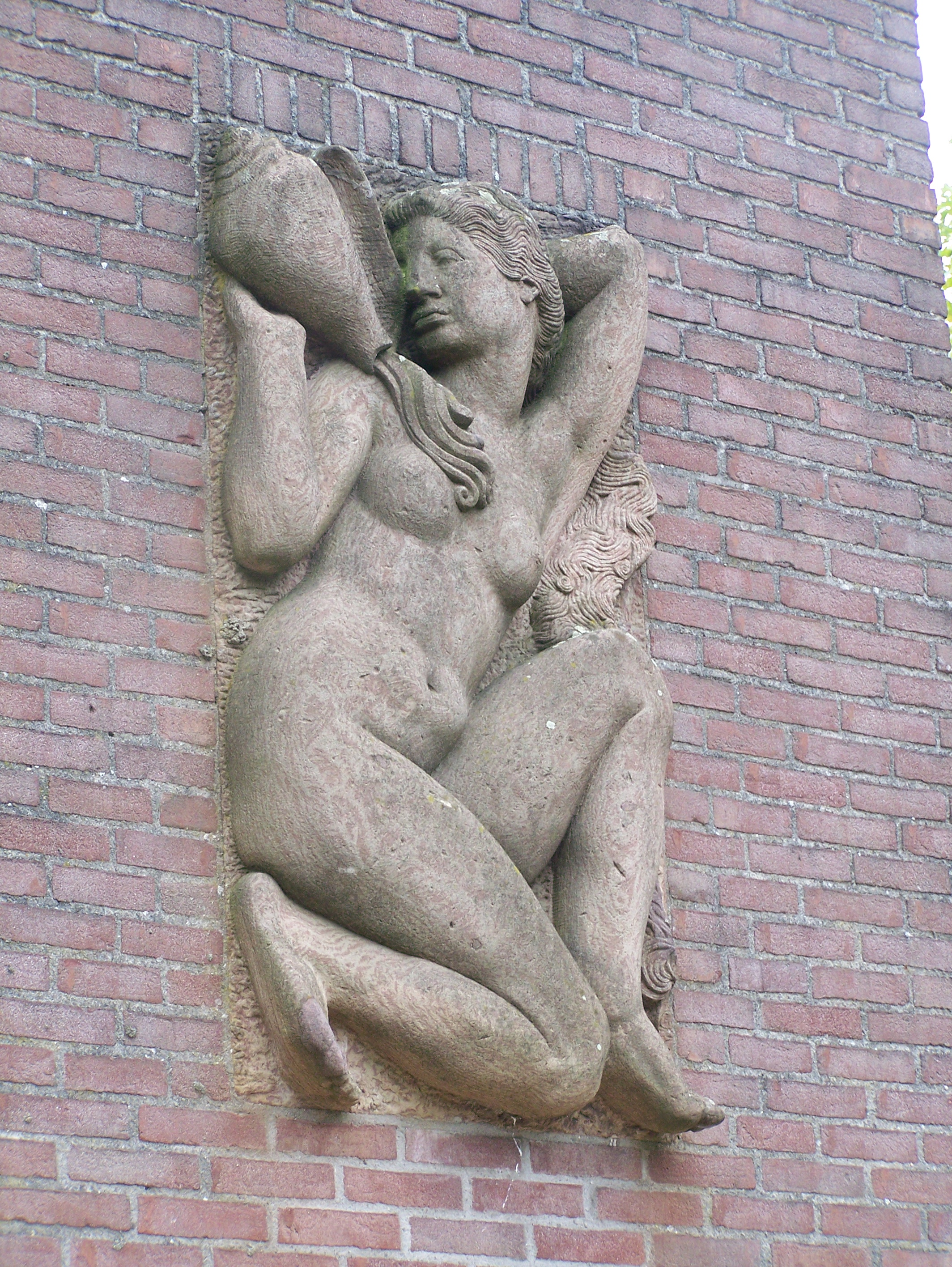
Badende vrouw in Utrecht